# Hippocampus bargibanti
Hippocampus bargibanti is een  straalvinnige vissensoort uit de familie van zeenaalden en zeepaardjes (Syngnathidae). De wetenschappelijke naam van de soort is voor het eerst geldig gepubliceerd in 1970 door Whitley.
Dit zeepaardje, een erg kleine soort, komt voornamelijk voor aan de kust van Fiji. Dit is de kleinste: deze soort is voornamelijk roze en heeft, met gekrulde staart, een lengte van 1 cm. 
De soort staat op de Rode Lijst van de IUCN als Onzeker, beoordelingsjaar 2003.